# Puentes Viejas
Puentes Viejas là một đô thị trong Cộng đồng Madrid, Tây Ban Nha. Đô thị Puentes Viejas có diện tích 58 km², dân số theo điều tra năm 2010 của Viện thống kê quốc gia Tây Ban Nha là 649 người. Đô thị Puentes Viejas nằm ở khu vực có độ cao mét trên mực nước biển.